# Adriana Georgescu-Cosmovici
Adriana Georgescu-Cosmovici (n. 23 de julio de 1920, Bucarest, Rumanía - fallecida el 29 de octubre de 2005, Londres, Reino Unido) fue una activista y político liberal de Rumanía, posteriormente presa política durante la Revolución Comunista y finalmente exiliada desde 1948 en Europa occidental.

## Biografía
Después de graduarse de la Facultad de Derecho de la Universidad de Bucarest, gracias a su trabajo como reportera política, fue elegida como secretaria privada por el general Nicolae Radescu, a la sazón jefe de gobierno del Reino de Rumanía. Tras la caída del gobierno de Radescu, el 28 de febrero de 1945, fue arrestada, torturada y encarcelada. Consigue escapar y se refugia inicialmente en Francia. Después trabajaría como corresponsal de Radio Europa Libre y de BBC Radio en su sección de lengua rumana.
Contrajo matrimonio con el autor inglés F.L. Westwater y se estableció con él en Londres, Inglaterra.

## Obra
- Au beginment était la fin: la dictature rouge à Bucarest, (París: Hachette, 1951).
- 1951: La început a fost sfârșitul, publicado en Rumania por Humanitas Publishing House, 1992 y Fundația Culturală Memoria, 1999. ISBN 973-99523-0-5 . Traducido al español Al principio fue el fin, ed. Xorki, Madrid, 2018. Traducido por Joaquín Garrigós Bueno.

## Condecoraciones
En el año 2000 fue condecorada con la Orden Nacional "Servicio Fiel", en el grado de Comandante.

## Nota
1. ↑  «Personalități feminine din România (I)/ de George Marcu, Rodica Ilinca - Ziarul Financiar». www.zf.ro.
2. ↑  Florin Manolescu, Enciclopedia exilului literar românesc Archivado el 29 de marzo de 2018 en Wayback Machine., București, 2003
3. ↑  «Adriana Georgescu - Memorialul Victimelor Comunismului și al Rezistenței». 20 martie 2015.